# 久米田康治
久米田 康治（くめた こうじ、1967年〈昭和42年〉9月5日 - ）は、日本の漫画家。神奈川県出身。和光大学人文学部芸術学科(現 和光大学表現学部芸術学科)卒業。

## 略歴
神奈川県に生まれる。和光大学在学中、美術の教員免許を取得。漫画研究会に所属し、松本大洋と同期だったが、入れ違いの形になったという。卒業後は漫画編集者になろうと編集プロダクション・銀杏社の入社試験を受けるが合格せず、漫画家の道を選んだ。
1990年（平成2年）、サンデーまんがカレッジに『地上げにスマッシュ!』を投稿し努力賞、また『行け!!南国アイスホッケー部』により小学館新人コミック大賞を受賞し、漫画家としてデビューする。デビュー直後、満田拓也の所に2日程アシスタントに行ったが、新人なので特に出来ることもなく何もせずにいただけだった、とも語っている。
1991年（平成3年）より『行け!!南国アイスホッケー部』を『週刊少年サンデー』にて連載。初期はあだち充のような漫画を目指しスポーツコメディ漫画を描いていたが、突然下ネタ及びダジャレを多用するギャグ漫画に変化した。また『行け!!南国アイスホッケー部』と並行して『ヤングサンデー』で『ルートパラダイス』（1995年 - 1996年）、『週刊少年サンデー超』で『育ってダーリン!!』（1994年 - 1996年）を連載した（『育ってダーリン!!』については当初第1回は『少年サンデー増刊』に『だんな様は小学生!!』のタイトルで読切として発表され、翌月から改題しての連載）。『育ってダーリン!!』の連載は1996年（平成8年）で一時中断し、そのまま長期間が経過しており、作者本人もこのことをネタにするほどだったが、2002年（平成14年）に『週刊少年サンデー』誌上にて完結編が掲載された。
1996年（平成8年）、『行け!!南国アイスホッケー部』の連載を終了し、その3週間後、『週刊少年サンデー』で『太陽の戦士ポカポカ』を翌年1997年（平成9年）まで連載する。その後1998年（平成10年）より同誌で『かってに改蔵』を連載開始する。この作品からパソコンを使っての執筆（後述）となる。序盤は『行け!!南国アイスホッケー部』のような下ネタを用いることも多かったが、次第に世相や一般常識を皮肉るようなネガティブなものがほとんどとなり、時事的な話題のほかアニメ、美少女ゲームなどからのマニアックな話題や作者の私生活に関するネタも頻繁に取り上げた。同作は2001年（平成13年）に第25回講談社漫画賞少年部門に「ノミネート」されている。
2004年（平成16年）、『かってに改蔵』の連載終了後、読み切り『いいがかり姉さん』の発表を経て、2005年（平成17年）、『週刊少年マガジン』で『さよなら絶望先生』の連載を開始する。2007年（平成19年）、同作はアニメ化され、また2007年度（第31回）講談社漫画賞少年部門を受賞した。『さよなら絶望先生』は2012年に終了し、その間に、『週刊少年マガジン』にて読み切り作を2本掲載するが、基本的には『じょしらく』の原作（本人曰く「ふきだし係」）のみに専念していた。2013年10月に『じょしらく』の連載が終了すると、2013年11月9日の『週刊少年マガジン』第45巻49号から2015年1月7日発行の第47巻6号まで『せっかち伯爵と時間どろぼう』を連載した。
2015年には白泉社の季刊漫画誌『楽園 Le Paradis』で『スタジオパルプ』を、『月刊少年マガジン』で『かくしごと』を連載開始。『かくしごと』は2020年にアニメ化され、放送終了と時期を同じくして完結した。
2021年6月には画業30周年を記念し、展示イベント「久米田康治画業30周年記念『全曝し展』〜本当は31周年〜」を池袋マルイで開催。
2021年10月、『週刊少年サンデー』で『シブヤニアファミリー』を連載開始。

## 作風

### 変遷
『太陽の戦士ポカポカ』を境に『南国アイスホッケー部』と『かってに改蔵』以降とでは作風がやや異なっている。
『南国』は下ネタを重視したギャグマンガで、あらゆる話題を下ネタに結びつけ読者の笑いを誘うというものだった。ただし断片的にではあるが、このころから「社会風刺」「作家いじり」といったネタも盛り込まれている。
その後、『ポカポカ』で「あるテーマを取り上げ、そこからネタを広げる」という形式が模索され、『改蔵』中盤で「毎回1つのテーマに沿って、皮肉や社会風刺などを交えながら考察を行う」という『さよなら絶望先生』に続く形式が確立した。インタビューでは「嫌なことから連想してネタを作っていく、嫌なことはいくらでもあるから」とも語っている。逆に『改蔵』中盤からは下ネタの頻度が減少し、『絶望先生』ではほとんど下ネタは見られなくなる（『絶望先生』で下ネタをする際には、その度ごとにキャラクターが「下品です!」などと言っている）。その代わりアニメ・漫画・映画などマニアックなネタの割合が増え（ただし漫画家になる前は特にこの方面の知識は詳しくはなかったとも語っている）､作中キャラによる猟奇オチが増えた。また、同雑誌に連載している漫画家をネタにする漫画家いじりも数多くやっていた。
『週刊少年マガジン』に移った『さよなら絶望先生』以降は、編集部から身内いじりはやめてくれと懇願されたこともあり、身内いじりがなくなったが、古巣である『週刊少年サンデー』のネタを多く取り上げている。声優オタクで恩知らずな元アシ（後述の畑健二郎）ネタ、原画紛失訴訟ネタ、『サンデー』と『マガジン』のタイアップによる暴露ネタなど。ただし、雷句問題の際にこれらのネタが雷句支持派に文脈を無視して使われた事に関しては遺憾だったようである。なお、移籍後も小学館と関係を解消したわけではなく、旧作の復刻を機に『週刊少年サンデー』連載陣による「まんが家バックステージ」の久米田のコーナーが復活しているほか、2011年には『改蔵』のOVA化を記念して『絶望先生』が少年サンデーに掲載されて以降断続的に読切を発表している。2021年には『サンデー』では17年ぶりとなる連載『シブヤニアファミリー』を開始した。
『南国』『改蔵』『絶望先生』など、長期連載となった作品の終盤では、それまでの世界観を覆すどんでん返しを用意していることが多い。これについては2019年のインタビューで「作品に対する供養である」と述べている。

### 特徴
各話で主要人物が登場する（またはそれに準じる）際に、ページ4段ブチ抜き画法で人物を描く。これはデビュー当時からの特徴であり、ヤスが作画を担当している『じょしらく』でも同様の描写が踏襲されている。弟子の畑健二郎も初期に使っていたものの徐々に使用頻度は減っていった。
『改蔵』から『絶望先生』まで続く画風に関しては、キャラクターや衣装、構図などのデザインにおいて、漫画業界内、さらには『改蔵』公式ファンブック『かってに研究しやがれBOOK』（以下『ファンブック』）で雑誌「ファッションニュース」編集長の向千鶴からも高評価を得ている。編集部内で話題になった現実世界のファッションを何週か後に『改蔵』内で名取羽美が着ていたこともあったという。
「どよんど」「にょんたか」など、独特の擬音を作中で織り込むことでも知られ、特にメールを打つ際の擬音「めるめる」は『かってに改蔵』内で「著作権フリーなのでどんどん使ってください」と宣言して以来、漫画家の間でも広まっている。
特に『絶望先生』ではやや政治的なネタも見られるが、それは思想の押し付けではなく、久米田は「（喜劇としての）漫画が説教臭くなったらおしまいだ」と『改蔵』作中で登場人物に述べさせ、インタビューでも「その時々の報道内容をネタにしているため、思想が一定しない」旨の発言もしている。

### 執筆方法
『行け!!南国アイスホッケー部』後期にスクリーントーン処理に関してMacを導入して以降、次第にパソコンに頼る部分が多くなり、『かってに改蔵』以降は全工程においてパソコンを使い執筆している。なおパソコン本格導入の背景には『ポカポカ』から『改蔵』に至る間にそれまでのアシスタントが独立することになったこともあると『改蔵』コミックス等で述べている。
『かってに改蔵』（1998年）よりデジタル作成を導入した。使用しているパソコンは一貫してApple製のものである。

#### 執筆の環境
|            | 1995年8月時点                  | 2000年8月時点                   | 2007年3月時点             |
| ---------- | ------------------------------ | ------------------------------- | ------------------------- |
| PC         | Power Macintosh 8100 （Apple） | Power Macintosh G3 （アップル） | Power Mac G5 （アップル） |
| OS         |                                |                                 | Mac OS X （アップル）     |
| MO         | 80 MB （会社不明）             | 230 MB （会社不明）             |                           |
| HDD        | 500 MB （会社不明）            |                                 |                           |
| プリンタ   |                                | MICROLINE 902PSII （OKI）       |                           |
| スキャナ   | ScanTouch （ニコン）           | ES-8000 （エプソン）            |                           |
| 使用ソフト |                                |                                 | Photoshop CS （アドビ）   |
| タブレット | 機種不明 （ワコム）            |                                 | Intuos3 （ワコム）        |

現在はMac Pro 3.0 GHz 8コアモデルを使用している。ソフトはPhotoshop CS3。メモリは8 GB積んでいる。
2020年4月14日にBS日テレの番組「あの子は漫画を読まない。」にゲスト出演した際には、iPadを使用して執筆している様子が紹介された。

## 人物
『南国』や『改蔵』初期では烏帽子のようなもの（通称：下ネタ帽）を装着した根が明るいキャラの自画像を描き、『南国』の単行本に自身のヌード写真を掲載したり、サンデーの読者イベントでも同様の行動を行うなど、作品内容と同調した破天荒なキャラクターであった。
『改蔵』中期からは売れない漫画家と自虐的・ネガティブな発言を行うようになった。このキャラクターは太宰治を意識して作り上げた面があり、『かってに改蔵』ファンブックには太宰治に扮して玉川上水縁に佇んだ写真が掲載されている（太宰の自殺について「周囲からかわいそうがられるための狂言」説に基づいた見解を述べている）。文芸にも深識があり、後期の作品は、漫画的な流行りやおちょくりはあっても、基本内容はプロレタリア文学に近い。
メディアへの露出は少ないが、島本和彦のラジオに一度電話出演している。同ラジオのアシスタントは終始テンションの高い島本しか漫画家を知らず、漫画家＝テンションが高いものと考えていたらしく、終始テンションが低かった久米田に対し、何度も大丈夫ですかと気遣っていた。このアシスタントは久米田との電話が終わった後のトークでは「本当に危ない人なのではないか」と思ったと発言している。TVアニメ『さよなら絶望先生』の第4話から第9話で放映されたOPでは、白黒映像で出演している。なお、この写真は後述の生前葬の時の遺影であるが、アニメ版監督の新房昭之の顔写真であるかのように使われている。絶望先生のアニメでは「前田君」を初めとするアシスタント陣が声優出演を果たしているが、久米田本人の出演はなく、久米田とおぼしき無精髭の漫画家の声は神谷浩史が担当した。
その一方で、『南国』時代には費用全額を自分で負担してアシスタントをセブ島へ旅行に連れて行ったり、『改蔵』時代はミコノス島へ旅行に連れて行ったり、アニメ『さよなら絶望先生』のアフレコの度に声優に洋菓子を差し入れするなど、ネガティブなキャラクターとは裏腹な気前の良さを感じさせるエピソードもある。
アニメでは出崎統作品のファンで、特に『おにいさまへ…』はお気に入りという。

### 生前葬
2007年（平成19年）6月21日に行われた講談社漫画賞少年部門受賞パーティーの2次会は、本人の生前葬という形で行われた。生前葬を行った理由の1つとして、「今まで縁のなかったアニメ化や賞受賞など幸運が続いたので、逆に不運が訪れそう」と厄払いの意味合いがあったと『絶望先生』第九集巻末やインタビューにて語っている。
生前葬は「千の風になって」をBGMに、入棺、焼香、『週刊少年マガジン』編集長と『週刊少年サンデー』編集長による別れの辞、出棺等まであるかなり本格的な生前葬となり、賞金以上の出費となったと記している（同賞の2次会は賞金により行うのが慣例となっている）。戒名は「漫画院暗闇之助」。生前葬は終始笑いに包まれていたようで、その様子が参加した複数の漫画家のブログにて語られている。また西本英雄『もう、しませんから。』においてもレポートが書かれている。
『絶望先生』第十三集巻末によると、ウィキペディアの「生前葬」の「生前葬を行った主な有名人」の項目に自分の名前が載っていることから、漫画家であることがばれたり生前葬がらみの仕事の依頼が入ったりしたという。「Wikipedia、恐るべしでございます。」「漫画に興味はないのに、生前葬には興味のある人たちばかりなんですね。」などと記している。

## 交友・他の漫画家との関係
『週刊少年サンデー』に連載していたころは、自分の作品で他の漫画家や作品をネタに用いることがしばしば見られる。マガジン転籍後も看板である青山剛昌の『名探偵コナン』についてのネタは使われている。他にもあだち充、藤田和日郎、村枝賢一、椎名高志、北崎拓、猪熊しのぶ、万乗大智といった同業の面々を茶化した描写があった。北崎拓については、当時の久米田の作品、『行け!!南国アイスホッケー部』が完全にシモネタ中心になっていたのに対し、北崎の作品が純愛物であった為、自らの作風との対比として頻繁に作中でいじられた。藤田は『改蔵』で接待を受ける漫画家として登場している。また逆に椎名は『GS美神 極楽大作戦!!』で、横島に「はーん」（『行け!!南国アイスホッケー部』の主人公・蘭堂月斗の口癖）と叫ばせ、『絶対可憐チルドレン』で袴姿の薫に「絶望したー」と言わせる絶望先生ネタを披露している。高橋留美子とは『週刊少年サンデー』の巻末コメントで、「一緒に歌舞伎を観に行きました」「また行きましょう、久米田先生」などとやり取りするなどプライベートで行動を共にしている仲で、高橋は久米田の生前葬にも参列した。久米田は高橋に『らんま1/2』の人気キャラ「八宝斎」を自身の作中に登場させて欲しいとねだったことがある。『さよなら絶望先生』アニメ（一期）第7話において、放送後の恒例となっているエンドカードを高橋が担当している。
『週刊少年サンデー』にて『ハヤテのごとく!』を連載していた畑健二郎は久米田の元アシスタントで、アシスタント時代から時折久米田の漫画にもゲスト出演していた。久米田が『週刊少年マガジン』に移籍し、畑が独立した現在でも2人の交流は続いており、WEBサンデーにある「まんが家BACK STAGE」の『ハヤテのごとく!』コーナーに度々登場しているほか、『俗・さよなら絶望先生』の第5話では畑がエンドカードを担当した。一方『ハヤテのごとく!』劇中にも久米田をモデルとした漫画家が登場している。また、その際は「師匠」と呼ばれている。『サンデー』誌上で行われた『ハヤテのごとく!』のキャラクター人気投票にて作者・畑（21位）よりも順位が上の14位（得票数は畑の3倍以上、職業欄に「ニート」と書いた人のみの集計では1位）に入り自虐的なコメントを残した。畑は、久米田の漫画賞授賞式や生前葬にはサイン会などによる多忙により参加できなかった。また、スケジュールの都合で『ハヤテのごとく!（第二期）』のアフレコに参加できない畑が『懺・さよなら絶望先生』のアフレコに参加して声優のサインを集めたことも紙ブログでネタにされている。また、畑が『週刊少年サンデー』で『トニカクカワイイ』を連載開始したときと、久米田が『週刊少年サンデー』で『シブヤニアファミリー』を連載開始したときで、お互いそのことをネタにした漫画をそれぞれ『週刊少年サンデー』に掲載している。
『週刊少年サンデー』時代から赤松健とのやり取りがあった。『改蔵』や『絶望先生』で赤松の『ラブひな』や『魔法先生ネギま!』をネタにし、後日、赤松が公式サイトの日記で「久米田の野郎」と発言した。後に赤松はこの発言を、敵意ではなくジョークであり、「もっと弄ってくれ」の意であると弁解している。『改蔵』が第25回講談社漫画賞少年部門にノミネートされたものの、受賞したのは『ラブひな』であったことも『改蔵』でネタにされた（その後、『絶望先生』が第31回の同賞を受賞した）。2007年現在は赤松と共に週刊少年マガジンで連載を持つが、実は面識はないという（毎年恒例となっているエイプリルフールのネタで、講談社内で会っているという日記を書いた程）。また赤松が公式サイト2007年10月9日の日記において「何か久米田の野郎が、やっぱりウチのビルの近辺に生息しているらしく、雑誌『オトナアニメ』のインタビュー記事で、『赤松スタジオは高層マンションの最上階辺りで、いつも灯りがついているから分かる』みたいなことを言っておりました。（笑）」と語っていることから、久米田は赤松スタジオの入居しているビルの近くに住んでいるものと見られる。また、赤松自身も久米田の作品をネタにしたことがあり、『ネギま!』20巻に『失望先公（18禁）』という同人誌が登場する。なお『失望先公』は後にアニメ『さよなら絶望先生』において藤吉の作成した同人誌として登場し、いわゆる逆輸入の形となっている。
島本和彦がパーソナリティを務めるラジオ番組『島本和彦のマンガチックにいこう!』（第087回 2003年05月31日）に久米田が電話でゲスト出演したことがある。

## アシスタント
- 畑健二郎（元アシスタント）
- 前田君
- エリクサー
- 超藹明

上記4人は全員声優経験がある（畑は『ハヤテのごとく!』および『懺・さよなら絶望先生』で、前田君は『さよなら絶望先生』で、エリクサーと超藹明は『俗・さよなら絶望先生』でそれぞれ出演）。

## 作品

### 連載作品
- 行け!!南国アイスホッケー部 - 『週刊少年サンデー』（1991年 - 1996年）
- √P ルートパラダイス - 『ヤングサンデー』（1995年 - 1996年）
- 育ってダーリン!! - 『週刊少年サンデー超』（1995年 - 1996年）、『週刊少年サンデー』（2001年）
- 太陽の戦士ポカポカ - 『週刊少年サンデー』（1996年 - 1997年）
- かってに改蔵 - 『週刊少年サンデー』（1998年 - 2004年）
- さよなら絶望先生[25] - 『週刊少年マガジン』（2005年 - 2012年）
- じょしらく - 『別冊少年マガジン』（2009年 - 2013年）、作画：ヤス
- せっかち伯爵と時間どろぼう - 『週刊少年マガジン』（2013年 - 2015年）
- スタジオパルプ - 『楽園 Le Paradis』（2015年 - 2020年）
- かくしごと - 『月刊少年マガジン』（2015年 - 2020年）
- なんくる姉さん - 『ヤングマガジンサード』（2016年 - 2019年）、作画：ヤス
- シブヤニアファミリー - 『週刊少年サンデー』（2021年 - 連載中）

### 読み切り
- 地上げにスマッシュ - サンデーまんがカレッジ努力賞、『かってに改蔵』新装版14巻に収録[注 2]
- アシという名のもとに - 『週刊少年サンデー増刊号』（1992年9月号）、原案：黒沢哲哉
- だんな様は小学生!! - 『週刊少年サンデー増刊号』（1994年）
- 幽良物件仲介します - 『週刊ヤングサンデー』（1996年）
- いいがかり姉さん - 『ヤングガンガン』（2005年9号）
- 特に負けても構わない戦いがそこにはある 〜サレジオ落穂によろしく（仮題）〜 - 『週刊ヤングサンデー』（2005年）
- きよ彦の夜（掲載時タイトル：夜間きよ飛行） - 『マガジンドラゴン』（2007年創刊号、さよなら絶望先生 出張版）
- ガラスの仮面 トリビュート・ショート 「トリビュート失格 〜呼ばれてすいません〜」 - 『別冊花とゆめ』（2008年12月号）
- 下請探偵 鋸織粕日郎シリーズ 密室の留学生 - 『週刊少年マガジン』（2013年4・5合併号）
- 東風（不）見聞録 - 『週刊少年サンデー』（2013年35号）
- オフサイドトラップ - 『週刊ヤングマガジン』（2015年6号）
- クメショート - 『週刊少年サンデー』（2016年9号）
- 新しい恥図 - 『週刊少年サンデー』 (2018年12号 [かってに改蔵]特別編)
- ちょみっツ-『MANGA Day to Day』（2020年9月17日 新型コロナウィルス下において100人以上の漫画家の書き下ろし作品を掲載する講談社のTwitter上の企画）[26]

### その他
- コンプティーク12月号増刊 かのうぉ カラーイラスト寄贈（2000年）
- STREET FIGHTER15周年最強読本 イラスト寄贈（2003年）
- ササメキ 帯推薦文・イラスト寄贈（2004年）
- トゥインクルスターのんのんじーEX イラスト寄贈（2004年）
- げんしけん第6巻 特装版 別冊付録 漫画寄贈（2005年）
- 僕たちの好きなガンダム―永遠に残したい名場面100 カラーイラスト寄贈（2006年）
- くじびきアンバランスDVD-BOX III アンソロジーピンナップ イラスト寄贈（2007年）
- アニメージュ3月号別冊付録「アヌメージョ」[注 3]表紙（2008年）
- 俗・さよなら絶望先生 13話エンドカード（2008年）
- ひだまりスケッチ×365 12話エンドカード（2008年）
- ef - a tale of melodies. 6話エンドカード（2008年）
- まりあ†ほりっく　9話エンドカード（2009年）
- 夏のあらし!　9話エンドカード（2009年）
- 化物語アニメオフィシャルガイドブック カラーイラスト寄稿（2009年）
- 愛蔵版機動戦士ガンダム THE ORIGINV シャア・セイラ編 特別寄稿（2009年）
- 戦国大戦 SS竹中半兵衛イラスト（2010年）
- エースの系譜　表紙イラスト（2011年）
- ひきこもりはなぜ「治る」のか? 精神分析的アプローチ 表紙イラスト（2012年）
- 有頂天家族 TVアニメ版 キャラクター原案（2013年・2017年）
- 西尾維新『りぽぐら!』 押絵イラスト（2014年）
- きみに質問BOOK 表紙イラスト（2014年）
- アルスラーン戦記 TVアニメ4話エンドカード（2015年）
- 骨董靴工房アッシェンプッテルの来客簿 装画（2015年）[27]
- 太宰治ブームの系譜 表紙イラスト（2016年）
- 久米田康治画集　悔画展（2016年）[28]
- 久米田康治画集『悔画展』発売記念 作品展『一挙後悔中 〜さよなら久米田先生〜』（2016年）[29]
- 近松よろず始末処（ポプラ社）表紙イラスト、挿画（2018年）
- 違う冬のぼくら（講談社ゲームクリエイターズラボ）キービジュアル（2023年）[30]
- 違う星のぼくら（講談社ゲームクリエイターズラボ）キービジュアル（2025年）[31]

## 出演
- 踊る!さんま御殿!!（日本テレビ）
  - 2023年10月17日放送「自宅のこだわりが異常な芸能人」[32]
  - 2024年4月30日放送「人によく怒られる有名人」[33]
  - 2024年10月29日放送「流行りに乗りたい人vs流行りに乗らない人」[34]
  - 2025年3月25日放送「レギュラー放送800回突破記念！ 踊るヒット賞を獲得した有名人SP」[35]

## その他の活動
- 講談社漫画賞・選考委員 -2021年、2022年